# Fałków (gromada)
Fałków – dawna gromada, czyli najmniejsza jednostka podziału terytorialnego Polskiej Rzeczypospolitej Ludowej w latach 1954–1972.
Gromady, z gromadzkimi radami narodowymi (GRN) jako organami władzy najniższego stopnia na wsi, funkcjonowały od reformy reorganizującej administrację wiejską przeprowadzonej jesienią 1954 do momentu ich zniesienia z dniem 1 stycznia 1973, tym samym wypierając organizację gminną w latach 1954–1972.
Gromadę Fałków z siedzibą GRN w Fałkowie utworzono – jako jedną z 8759 gromad na obszarze Polski – w powiecie koneckim w woj. kieleckim, na mocy uchwały nr 13d/54 WRN w Kielcach z dnia 29 września 1954. W skład jednostki weszły obszary dotychczasowych gromad Fałków, Studzieniec, Wola Szkucka i Zbójno ze zniesionej gminy Ruda Maleniecka oraz Pląskowice, Skórnice (dodane w sprostowaniu) i Sułków ze zniesionej gminy Czermno w tymże powiecie. Dla gromady ustalono 25 członków gromadzkiej rady narodowej.
31 grudnia 1961 do gromady Fałków przyłączono wsie Turowice, Starzechowice i Sęp, przysiółki Rudzisko i Dąbrowa oraz tereny byłego folwarku Starzechowice ze zniesionej gromady Turowice w tymże powiecie.
Gromada przetrwała do końca 1972 roku, czyli do kolejnej reformy gminnej. 1 stycznia 1973 utworzono gminę Fałków.